# Семинарија (Болоња)
Семинарија (итал. Seminaria) је насеље у Италији у округу Болоња, региону Емилија-Ромања.
Према процени из 2011. у насељу је живело 27 становника. Насеље се налази на надморској висини од 18 м.